# Olof Celsius den äldre
Olof Celsius den äldre, född 19 juli 1670 i Uppsala, död 24 juni 1756, var en svensk botaniker, språkforskare, runforskare och präst. Han var Sveriges första bryolog. Han var gift med Margareta Insulander och far till Olof Celsius den yngre och Magnus von Celse.

## Biografi
Olof Celsius var son till naturvetenskapsmannen och språkforskaren Magnus Nicolai Celsius och Sara Edmundsdotter Figrelia, och bror till astronomen Nils Celsius, Anders Celsius far. Han studerade sporadiskt vid Uppsala universitet då han hade ekonomiska svårigheter, och kunde fullfölja sin utbildning endast genom Karl XI:s frikostighet. Efter sin magisterpromotion företog han en utrikes resa, som uträcktes till Italien.
Efter hemkomsten utnämndes han 1699 till adjunkt vid filosofiska fakulteten vid Uppsala universitet, och blev 1703 professor i grekiska, hans huvudämne. Han blev professor i orientaliska språk 1715, professor i teologi från 1727 samt domprost från 1736. Hans främsta insatser var att samla mossor och vara en inspirationskälla till Carl von Linné, dateringen av de flesta av Sveriges runstenar och motståndet mot den uppblommande göticism som Olof Rudbeck den äldre initierat. Kritiken mot Rudbeck grundade sig på runornas ålder och ursprung. Hans främsta meningsmotståndare var Erik Julius Björner, som upprördes av hans kritiska synpunkter.
De arbeten som gjorde Celsius berömd i Europa var ett verk i två delar över växter i Bibeln, Hierobotanicon sive de plantis sacræ scripturæ (1745–1747), samt utgivandet av faderns tolkning av hälsingerunorna i Oreades Helsingicæ (1710) samt den postumt utgivna De runis Helsingicis observationes quædam (1771). Som hans främsta runoligiska arbete bör dock nämnas Monumenta quædam sveo-gothica suis temporibus reddita (1726–1733). Han invaldes 1739 som ledamot nummer 25 av Kungliga Vetenskapsakademien, samma år som den bildades, och samma år som hans brorson Anders Celsius valdes in. Han var även en av de ledande personerna inom det lärda samfund, Bokvettsgillet, som senare utvecklades till Uppsala Vetenskapssocietet.
Auktorsnamnet Celsius kan användas för Olof Celsius den äldre i samband med ett vetenskapligt namn inom botaniken; se Wikipediaartiklar som länkar till auktorsnamnet.